# Echium webbii
Echium Webbii é uma espécie botânica pertencente a  família das Boraginaceae .

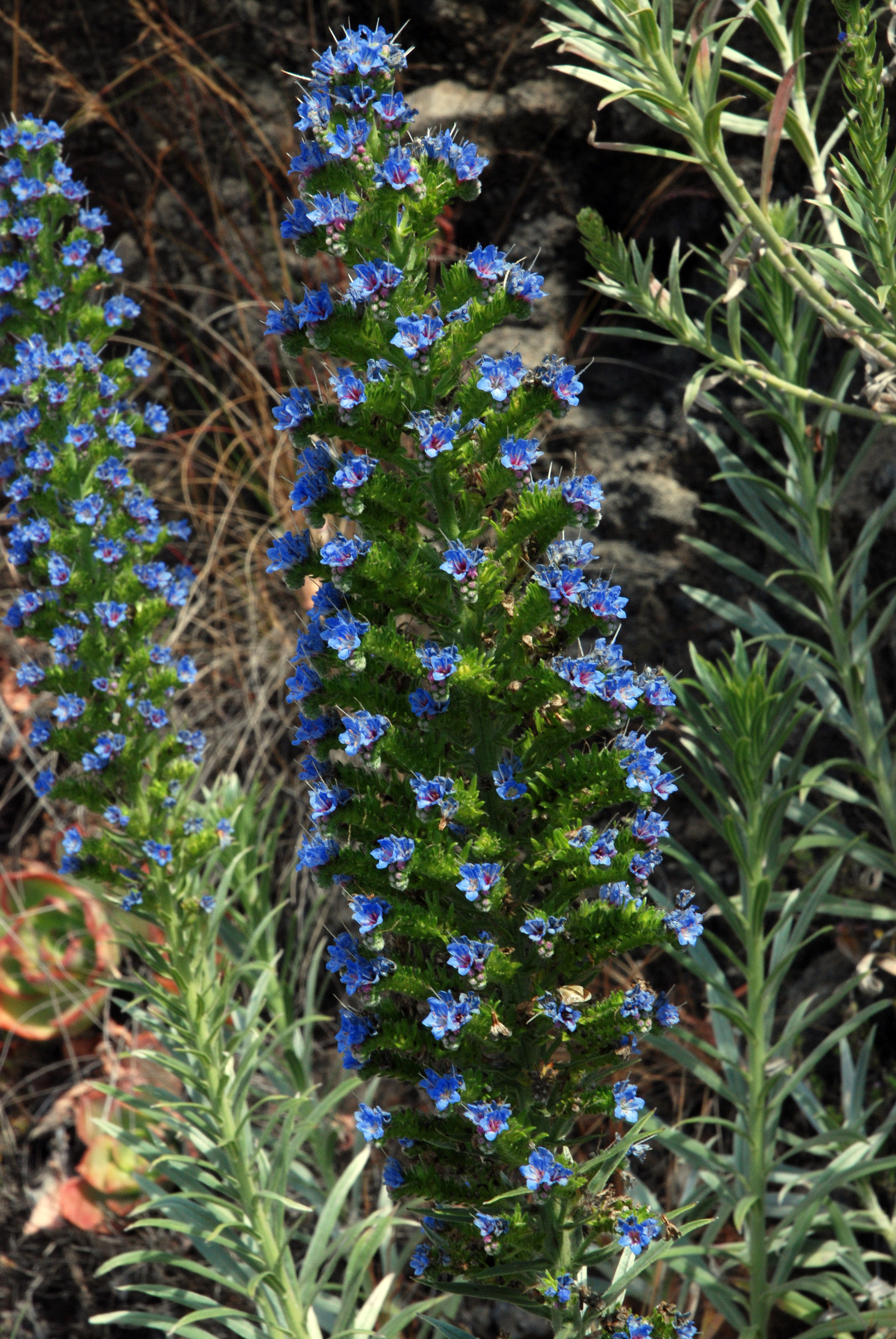
Fig.2 echium webbii, vista de outro ângulo.

## Distribuição Geográfica
É um endemismo frequente na ilha de palma, nas ilhas canárias .

## Nome Comum
Se conhece como arrebol azul.

## Taxonomia
Echium webbiii, foi descrita por Auguste Henri Cornut de la Fontaine de Coincy e publicado no Bullletin de I'Herbier Boissier II, 3:270.1903

## Etimologia
Echium nome genérico que deriva do grego echium, e que significa vibora , pela forma triangular de suas sementes que lembram vagamente a cabeça de uma víbora.
Webbii epiteto dedicado em honra de Philip Barker Webb (1793-1854) viajante e naturalista inglês. coautor da história natural das ilhas canárias. junto a Sabino Berthelot.